# Sinagoga ortodossa di Fiume
La sinagoga ortodossa di Fiume fu costruita nel 1930 (quando Fiume era parte dell'Italia), in stile razionalista ed è una delle pochissime sinagoghe in territorio croato ad essere sopravvissuta alle distruzioni del periodo nazista. Si trova su via Ivan Filipović, già via Galvani (di fronte alla Facoltà di Economia), a Fiume in Croazia.

## Storia
La piccola sinagoga ortodossa di Fiume fu costruita nel 1930 per soddisfare le necessità degli ebrei ortodossi che a Fiume erano in minoranza nei confronti della grossa comunità ebraica, che si riuniva nella maestosa sinagoga grande di Fiume (edificata nel 1903 e distrutta dai nazisti nel 1944).
Il progetto fu affidato agli architetti Győzo Angyal e Pietro Fabbro. Con la sinagoga di Genova è uno dei due unici esempi di sinagoga in stile moderno costruiti in Italia nel periodo fascista.
La sinagoga ha una semplice facciata tripartita con un corpo centrale in mattoni rossi e lastre di pietra con due portoni (di cui uno sotto un portico conduce direttamente al matroneo) e due piccole finestre con un richiamo ornamentale alla stella di Davide. L'interno ha una sala unica con il balcone rialzato del matroneo che sovrasta l'ingresso. Il sontuoso tabernacolo marmoreo in stile italiano contenente l'arca santa con i libri della Torah fu un dono nel 1934 degli ebrei triestini ai confratelli fiumani (fino ad allora ornava la Schola grande in piazza delle Scuole israelitiche a Trieste).
La sinagoga ortodossa di Fiume è una delle pochissime sinagoghe in territorio croato ad essere sopravvissute alle distruzioni dell'Olocausto. Il tempio è rimasto in piedi, perché durante l'occupazione nazista fu usato come deposito di munizioni, mentre la sinagoga grande di Fiume fu distrutta il 25 gennaio 1944. Dopo la guerra la piccola sinagoga ortodossa poté così accogliere i pochi ebrei fiumani superstiti di quella che fino a pochi anni prima era una fiorente comunità di oltre 2.000 membri.
La sinagoga ortodossa divenne proprietà nazionalizzata il 5 dicembre 1956. Nel 1996 è stata dichiarata monumento di interesse storico e culturale della città. Nel 2005-2008 è stata oggetto di importanti lavori di restauro. La piccola comunità fiumana (ora ridotta a un centinaio di membri) la utilizza oggi per le feste principali con l'assistenza delle vicine comunità di Trieste e Zagabria.

## Galleria d'immagini

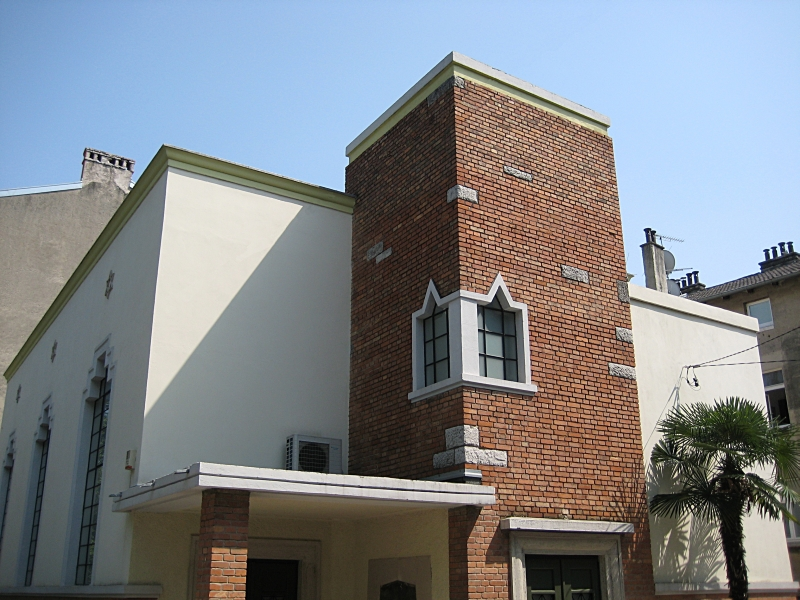
Veduta attuale della sinagoga
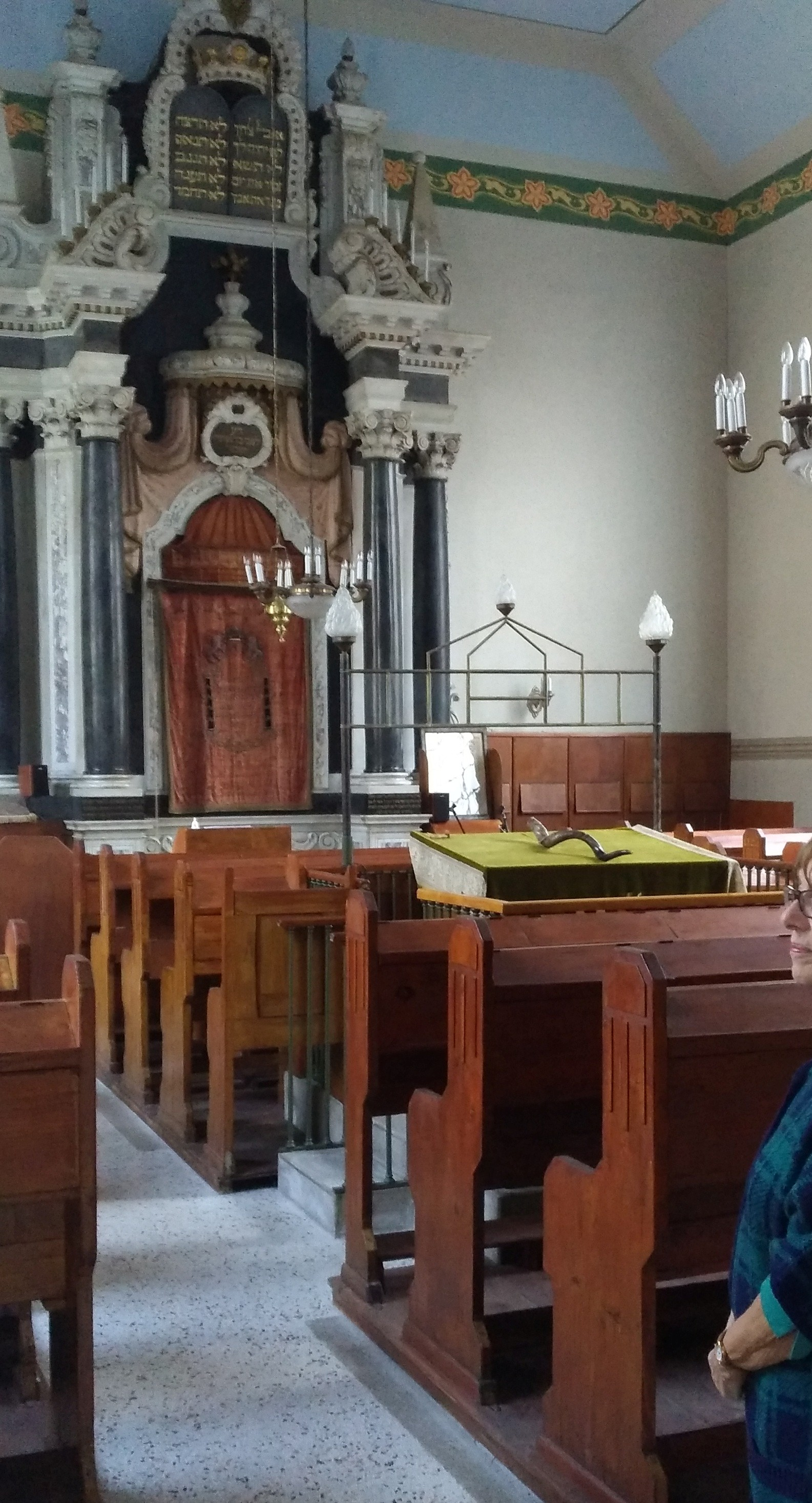
Interno
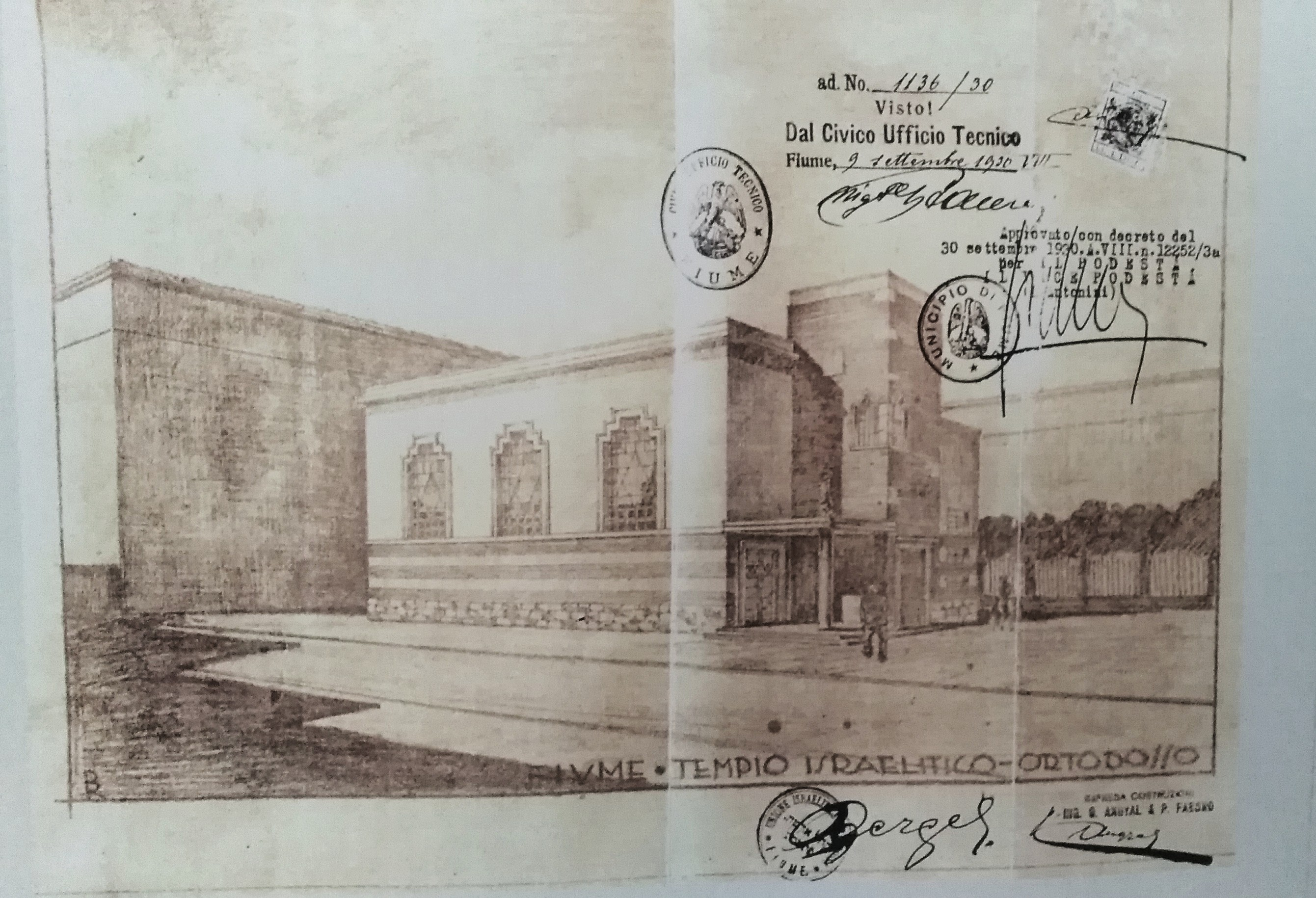
Approvazione del progetto - 30 Settembre 1930